# Vinzenzkirche (Krakau)
Die Vinzenzkirche  (polnisch Kościół św. Wincentego à Paulo) in Krakau ist eine katholische Kirche an der ul. św. Filipa 17–19 im Stadtteil Kleparz. Die Kirche befindet sich an der Nordecke des länglichen Kleparzer Marktplatz.

## Geschichte

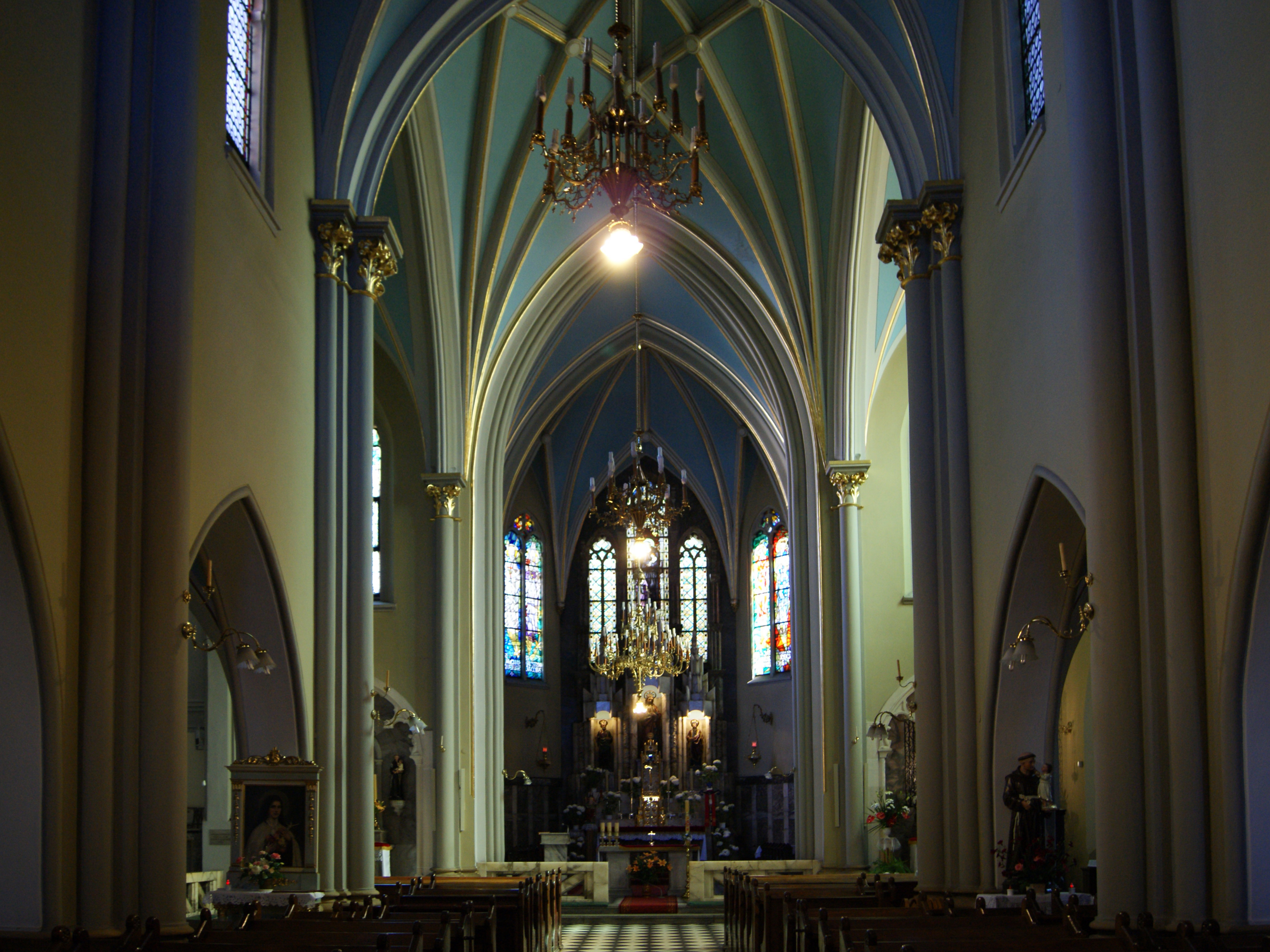
Innenraum

An der Stelle der Vinzenzkirche stand die bereits 1373 nachweisbare gotische Philippus-und-Jakobuskirche, die 1528 und bei der Schwedischen Sintflut niederbrannte. Die neue Kirche wurde 1667 neu eingeweiht, brannte jedoch bereits 1755 wieder ab. Die erneut aufgebaute Kirche wurde 1801 abgetragen und an Stelle der Kirche wurde ein Friedhof angelegt. Die Lazaristen kamen 1861 nach Kleparz und bald darauf in den Besitz des Grundstücks. Filip Pokutyński baute für sie die derzeitige Kirche in den Jahren von 1875 bis 1877 im neugotischen Stil nach dem Vorbild des italienischen Trecento. Jan Sas-Zubrzycki baute die Kirche in den Jahren von 1911 bis 1912 aus. Der Hauptaltar von 1935 geht auf Franciszek Mączyński zurück. Im Seitenaltar befindet sich ein barockes Gemälde der Kreuzigungsszene, das 1945 auf Lemberg überführt und von Wiktor Zin restauriert wurde. Die Lourdes-Kapelle geht ebenfalls auf Franciszek Mączyński zurück.